# Whitney Bourne
Whitney Bourne (New York City, 6 maggio 1914 – Boston, 24 dicembre 1988) è stata un'attrice statunitense.

## Biografia
Helen Whitney Bourne nacque nel 1914 a New York dal facoltoso industriale George Galt Bourne. I suoi genitori divorziarono nel 1924 e la madre si risposò col ricco finanziere Harvey D Gibson. Frequentatrice dell'alta società newyorkese, molto sportiva e amante dei viaggi, aveva anche la passione della recitazione e debuttò nel 1932 a Broadway nella commedia Firebird dell'ungherese Lajos Zilahy. Nel gennaio del 1934 recitò anche in John Brown, dell'inglese Ronald Gow.
Nel 1934 esordì al cinema nel dramma di Ben Hecht e Charles MacArthur Delitto senza passione, insieme a Claude Rains e Margo. Ancora di Hecht e MacArthur fu il successivo Once in a Blue Moon, mentre fece solo una breve apparizione nel film di John Ford Il prigioniero dell'isola degli squali (1936). Quell'anno recitò a teatro nella commedia O Evening Star e nel dramma di Erwin Piscator Case of Clyde Griffiths, per poi trasferirsi a Londra per partecipare al musical Così comincia l'amore, con Jessie Matthews.
Tornata negli Stati Uniti, fu protagonista con Chester Morris del film drammatico L'ultimo volo, cui seguì la commedia Living on Love, un remake del film Rafter Romance interpretato da Ginger Rogers nel 1933. Nel 1938 interpretò ancora due film da protagonista, Double Danger e Blind Alibi, mentre ne Il terzo delitto fece da spalla a Barbara Stanwyck e a Henry Fonda. Con la breve apparizione in Beauty for the Asking (1939) diede l'addio al cinema.
Whitney Bourne sposò nel 1939 il finanziere Stanton Griffis (1887-1974), che fu successivamente ambasciatore americano in Polonia, Egitto, Argentina e Spagna. Divorziò l'anno dopo e nel 1946 sposò il banchiere Arthur Osgood Choate Jr. Ebbero un figlio e divorziarono nel 1949. Whitney Bourne si sposò ancora nel 1956 e rimase vedova nel 1963. Morì nel 1988 a Boston e fu sepolta nel cimitero di North Conway.

## Filmografia
- Delitto senza passione (1934)
- Once in a Blue Moon (1935)

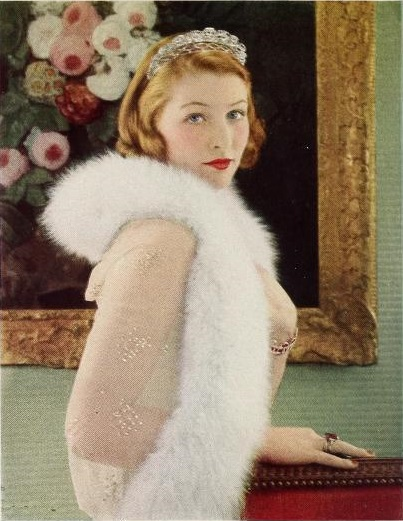
Whitney Bourne

- Il prigioniero dell'isola degli squali (1936)
- Così comincia l'amore (1937)
- L'ultimo volo (1937)
- Living on Love (1937)
- Double Danger (1938)
- Blind Alibi (1938)
- Il terzo delitto (1938)
- Beauty for the Asking (1939)